# Leipziger Straße (Berlin)
Die Leipziger Straße in Berlin ist eine der Hauptverkehrsstraßen im Ortsteil Mitte und Teil der Bundesstraße 1. Sie verbindet den Leipziger Platz mit dem Spittelmarkt. Von dort führt der Straßenzug aus Gertraudenstraße, Mühlendamm, Molkenmarkt, Gruner- und Alexanderstraße weiter zum Alexanderplatz.
Die bereits im 17. Jahrhundert angelegte Leipziger Straße ist seit der Maueröffnung wieder eine wichtige Verbindung zwischen der City West (Kurfürstendamm, Breitscheidplatz und Tauentzienstraße) und dem Alexanderplatz bzw. den nordöstlichen Berliner Bezirken Pankow, Lichtenberg, Friedrichshain-Kreuzberg und Marzahn-Hellersdorf.
Auffällig ist die unterschiedliche Straßenbreite: vom Leipziger Platz verlaufen je Fahrtrichtung zwei Fahrstreifen und ab der Kreuzung Charlottenstraße in Richtung Osten ist die Leipziger Straße jeweils vierspurig ausgebaut.

## Geschichte

Stadtplan von 1789

Im Zuge der Stadterweiterung Berlins und der Entstehung der Friedrichstadt wurde die heutige Leipziger Straße im Jahr 1688 angelegt. Der Name stammt von der früher in unmittelbarer Nähe verlaufenden Handels- und Heerstraße nach Leipzig, die am 1683 errichteten Leipziger Tor der Festung Berlin begann. Innerhalb der Festung setzte diese sich bis zur Jungfernbrücke fort und wurde später als Alte Leipziger Straße bezeichnet. Mit der Stadterweiterung wurde südlich davon die heutige Leipziger Straße angelegt, die nun vom Spittelmarkt durch das neue Stadtviertel führte und zunächst an der Mauerstraße endete. Sie trug den Namen An der Spitalbrücke. Mit der weiteren Ausdehnung der südlichen Friedrichstadt wurde sie 1734 zum neuen Stadttor – dem Potsdamer Tor – verlängert. 1775 erfolgte die einheitliche Benennung des gesamten Straßenzuges in „Leipziger Straße“.

Stadtplan von 1846

In den 1860er Jahren entstand in der Leipziger Straße 48 (an der Ecke zum damaligen Dönhoffplatz) ein neues Concerthaus, das ab 1867 den ersten Aufführungsort des Vorgängerorchesters der Berliner Philharmoniker, des Bilse-Orchesters, bildete. Im gleichen Zeitraum wandelte sich die Straße von einer reinen Wohn- zu einer belebten Geschäftsstraße. Von 1871 bis 1894 (Fertigstellung des neuen Reichstagsgebäudes) befand sich an der Leipziger Straße 4 der Parlamentssitz der Abgeordneten des Deutschen Kaiserreiches. Die Straße erhielt 1882 die ersten elektrischen Straßenlaternen der Stadt. Im April 1929 eröffnete an der Ecke Friedrichstraße das Moka Efti, das bekannteste Tanzlokal Berlins in der Zeit der Weimarer Republik.

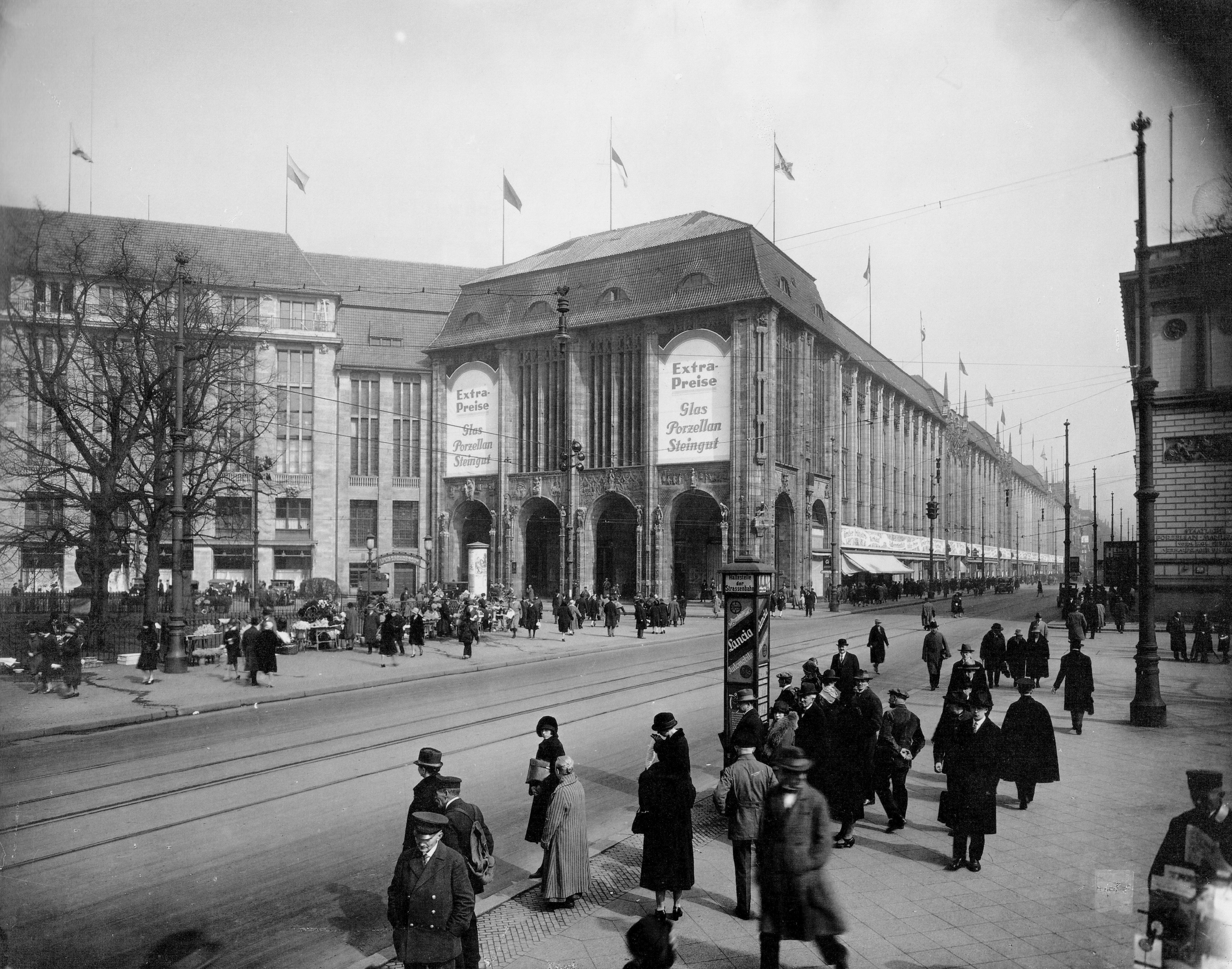
Kaufhaus Wertheim am Leipziger Platz, 1920er Jahre

Stadtplan von 1884

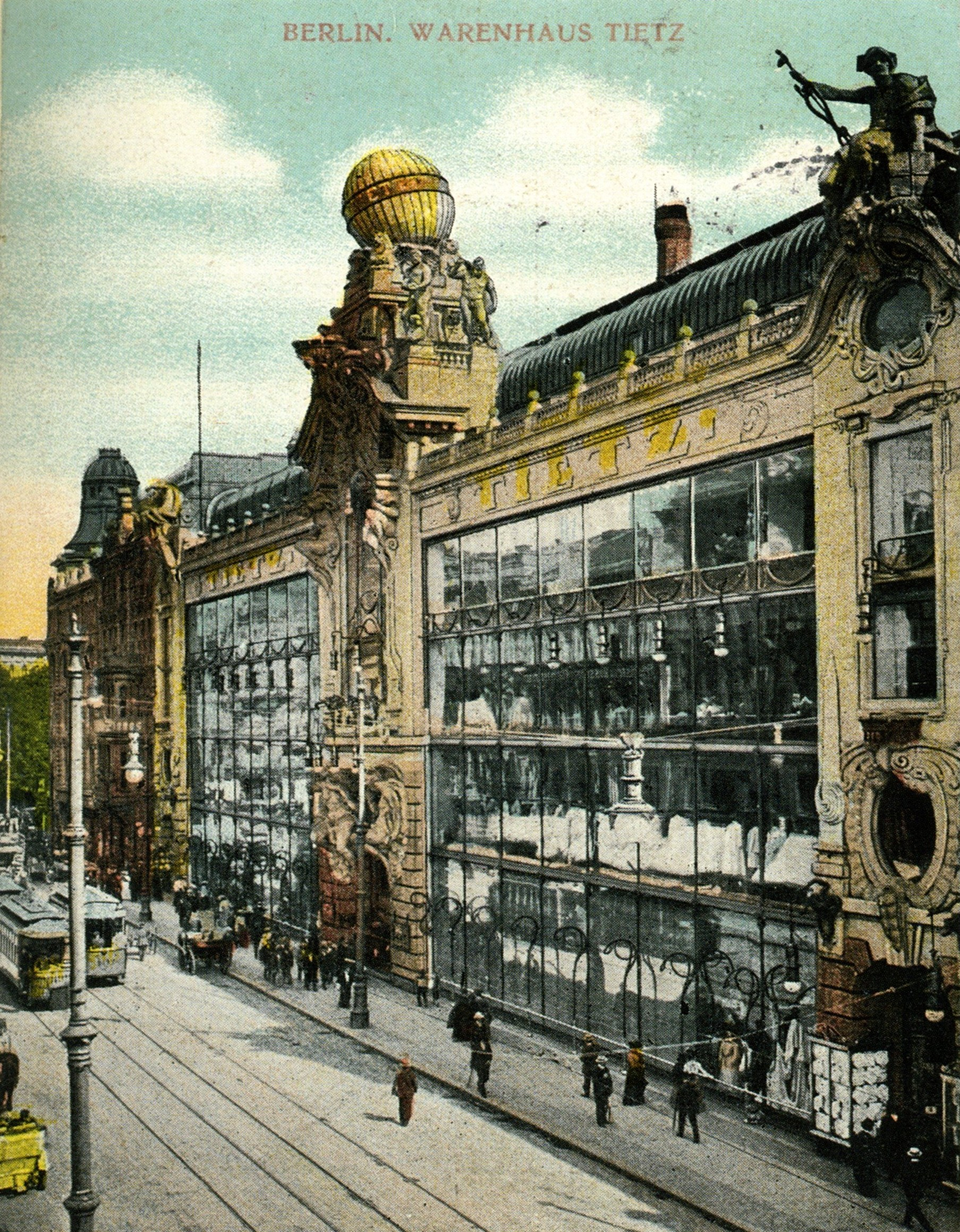
Warenhaus Tietz an der Leipziger Straße

Am Leipziger Platz befand sich bis zum Ende des Zweiten Weltkriegs das als „schönster Konsumtempel Deutschlands“ gerühmte Kaufhaus Wertheim, dessen Ruine nach Kriegszerstörungen in den 1950er Jahren abgerissen wurde. In den erhaltenen Tresorräumen entstand 1991 der Techno-Club Tresor. Der östliche Teil der Straße war bis zum Zweiten Weltkrieg Standort von Warenhäusern und Geschäften, wo sich unter anderem ein Kaufhaus von Oscar Tietz, das Seidenhaus von Michels & Cie, das Pelzgeschäft L. Michelet & Co., ein Tabakwarengeschäft von Loeser & Wolff, das Luxus- und Lederwarengeschäft von Albert Rosenhain, ein Geschäft der Blumen- und Federfabrik Nouvel & Stern, Das Haus der Moden Kersten & Tuteur, ein Geschäft von Samte Seidenstoffe Schwarzschild-Ochs, ein Geschäft der Landeshuter Leinen- und Gebildweberei F. V. Grünfeld, der Theaterbuchhändler Eduard Bloch und das Rechtsanwaltsbüro von Ivan Goldschmidt befanden. Heute stehen dort hauptsächlich Hochhäuser mit Wohnungen und Büros. Zwischen Wilhelmstraße und Leipziger Platz lagen zahlreiche Regierungsgebäude.

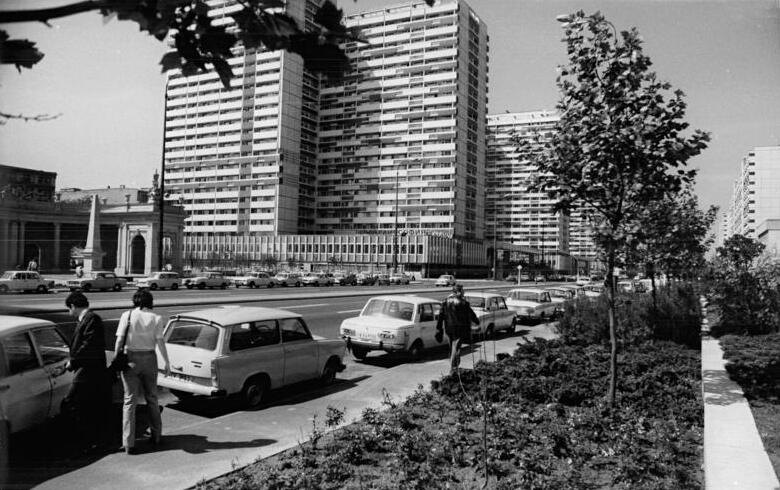
Leipziger Straße, 1981

Die Bebauung der Leipziger Straße ist im Zweiten Weltkrieg zu großen Teilen zerstört worden. Nach der Enttrümmerung verblieb sie bis Ende der 1960er Jahre in ihrer historischen Breite als von Brachflächen und wenigen wiederinstandgesetzten Gebäuden gesäumter Straßenzug, der nach dem Mauerbau 1961 in Richtung Westen als Sackgasse sozusagen ins Nichts führte. Entsprechend sank auch ihre Bedeutung für den Straßenverkehr. Die durch die Leipziger Straße in ihrer gesamten Länge zwischen Spittelmarkt und Leipziger Platz verlaufende Straßenbahnlinie 74 wurde am 24. August 1970 auf Omnibusbetrieb umgestellt.
Ab 1969 wurde die Leipziger Straße im Rahmen der Neugestaltung der Berliner Innenstadt zwischen Spittelmarkt und Charlottenstraße neu und „autogerecht“ mit acht Fahrstreifen und einem Mittelstreifen angelegt. Dem entsprach nicht die Bedeutung der Straße für den Verkehr, da insbesondere mangels Durchgangsverkehr bis zum Fall der Mauer am 9. November 1989 und der Eröffnung eines Grenzübergangs am Potsdamer Platz das Verkehrsaufkommen relativ gering blieb.
Beidseitig des verbreiterten Straßenabschnittes entstanden von 1969 bis 1982 unter Beseitigung der wenigen erhaltenen Altbauten vielgeschossige Wohnbauten, in deren Erdgeschossbereich Geschäfte einzogen. Während die Nordseite dieses Straßenabschnittes mit langgezogenen 14-geschossigen Gebäuderiegeln bebaut wurde, entstanden auf der Südseite acht paarweise angeordnete 23- bis 25-geschossige Wohnhochhäuser mit Funktionsunterlagerungen. Im Bereich des 1969 in eine Grünfläche umgewandelten Dönhoffplatzes wurden 1979 die barocken Spittelkolonnaden von Carl von Gontard rekonstruiert.
Der Abschnitt zwischen Charlottenstraße und Leipziger Platz verblieb in der bisherigen Breite und wird erst seit den 1990er Jahren schrittweise neu bebaut.
Die Berliner Senatsverwaltung für Stadtentwicklung plant, für die Leipziger Straße wieder eine Straßenbahnstrecke einzurichten, die vom Alexanderplatz kommend über den Potsdamer Platz zunächst bis zum Kulturforum führen soll, wofür in den 1990er Jahren zwischen Wilhelmstraße und Leipziger Platz bereits Gleise verlegt worden sind. Langfristig ist der Bau einer U-Bahn-Strecke (eine neue Linie U3) im Straßenverlauf geplant. Im Sommer 2019 wurde andererseits bei der Verkürzung der Metrobus-Linie M48 die Leipziger Straße als eine der ersten Hauptverkehrsstraßen aus dem Netz der Berliner Metrolinien herausgenommen.
Die Leipziger Straße gehört zu einem Pilotprojekt für eine schrittweise Geschwindigkeitsbegrenzung von 30 km/h auf Berliner Hauptstraßen. Dies gilt seit dem 9. April 2018 auf dem Abschnitt zwischen der Markgrafenstraße und dem Potsdamer Platz. Am 1. Juni 2018 gab die Senatsverwaltung für Umwelt, Verkehr und Klimaschutz bekannt, dass das Tempolimit ab 9 Uhr des 4. Juni 2018 bei angepasster Ampelschaltung auch für den Abschnitt zwischen dem Potsdamer Platz und dem Heinrich-von-Kleist-Park gelte.

## Bauten und Sehenswürdigkeiten

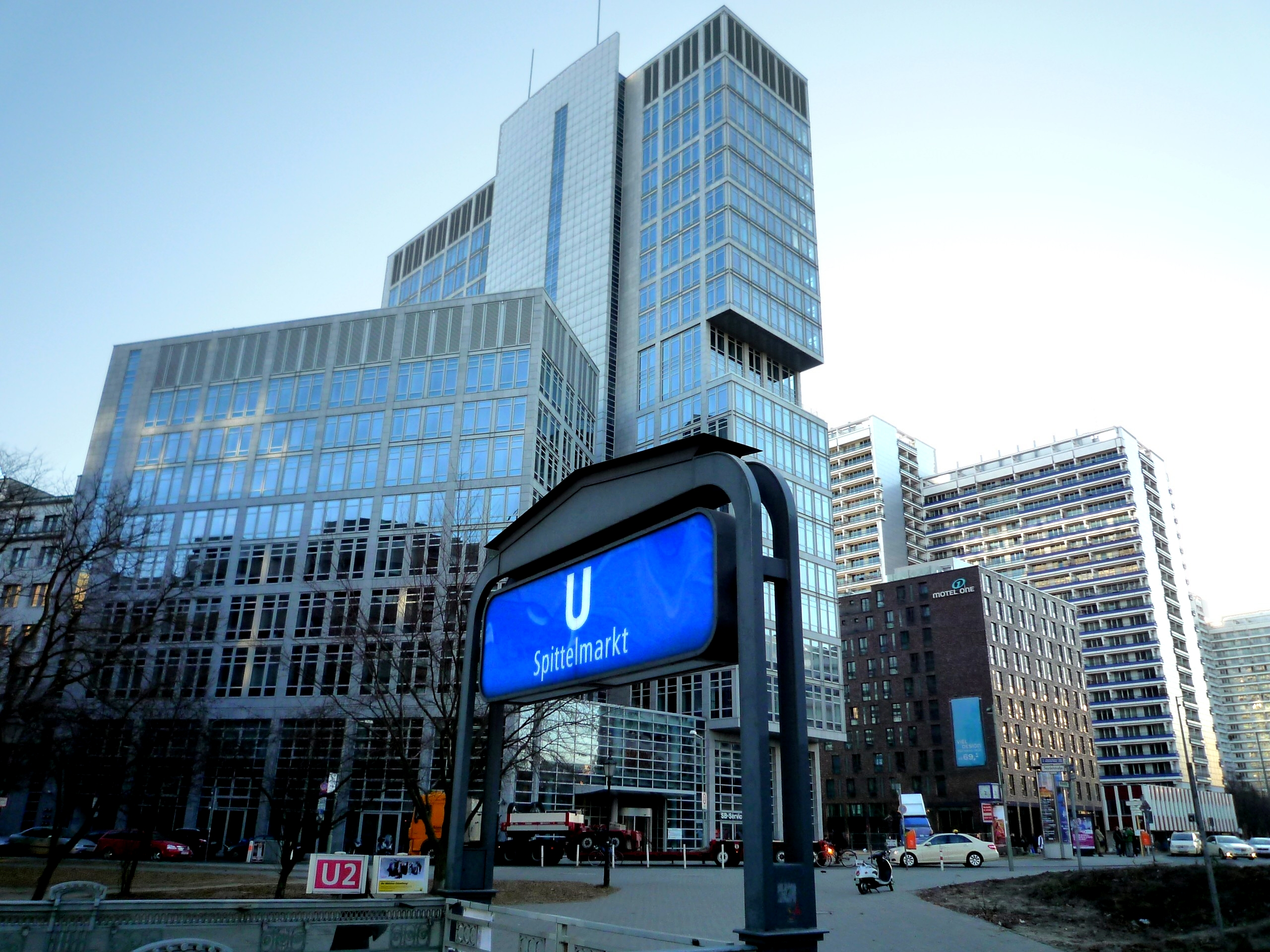
U-Bahnhof Spittelmarkt am östlichen Ende der Leipziger Straße

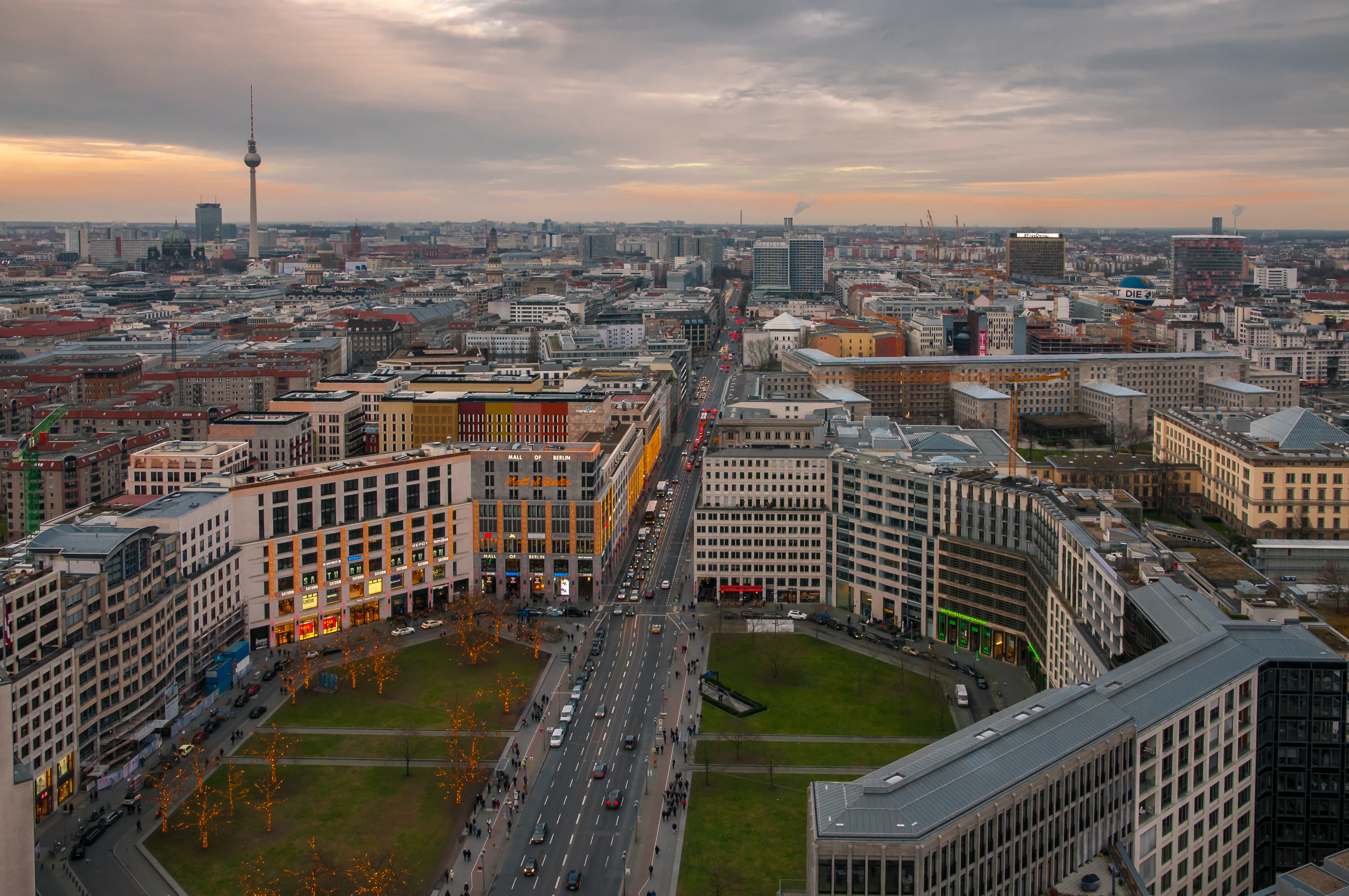
Blick vom Kollhoff-Tower nach Osten auf den Leipziger Platz und in die Leipziger Straße

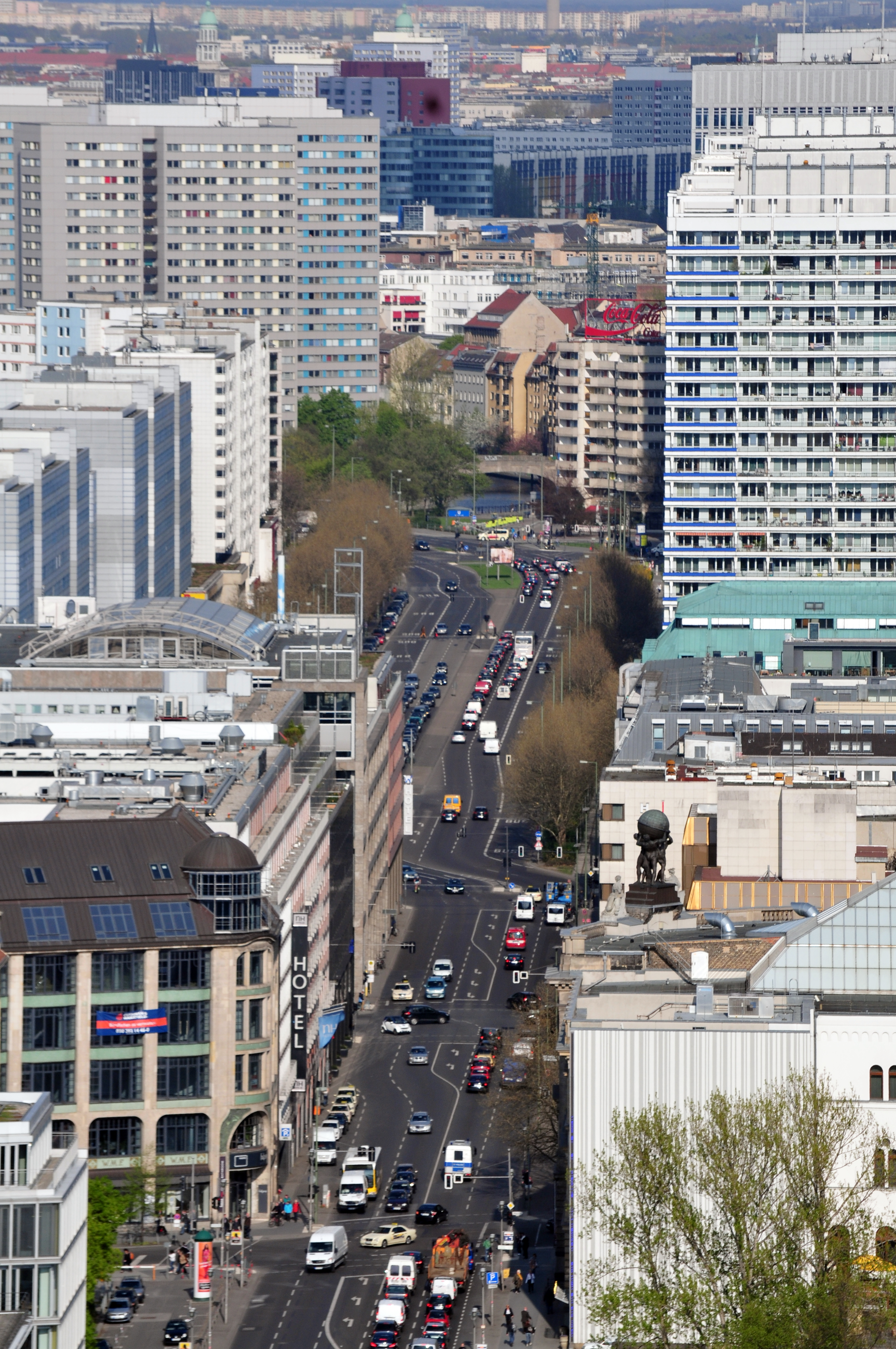
Leipziger Straße von der Mauerstraße in Richtung Osten

Von West nach Ost gab oder gibt es unter anderem die folgenden Gebäude und Sehenswürdigkeiten in der Leipziger Straße:
- Bundesratsgebäude, Leipziger Straße 3/4, ehemals Sitz des Preußischen Herrenhauses (Nr. 3) und ehemals Sitz des Reichstages von 1871 bis 1894 (Nr. 4), heute des Bundesrates (fertiggestellt: 1904)
- Detlev-Rohwedder-Haus, Leipziger Straße 5–7 / Wilhelmstraße 97 (Bundesministerium der Finanzen), 1935/1936 erbaut als Reichsluftfahrtministerium, Architekt: Ernst Sagebiel, in der DDR Haus der Ministerien, davor befindet sich das Denkmal für die Ereignisse des Aufstandes vom 17. Juni 1953
- Kaufhaus Moritz Mädler, Leipziger Straße 29, Architekt: Robert Leibnitz
- ehemaliges Damenmodenhaus Kersten & Tuteur, Leipziger Straße 36, Architekt: Hermann Muthesius (für Umbau 1912/1913)
- Warenhaus Tietz, Leipziger Straße 46–49, zu Beginn des 20. Jahrhunderts eingeweiht[6]
- Spittelkolonnaden, Leipziger Straße 49
- Haus Friedrichstadt
- Museum für Kommunikation, Leipziger Straße 16, früher: Reichspostmuseum
- ehemaliges Textil-Kaufhaus Goldene 110 Leipziger Straße 110
- WMF-Geschäftshaus, Leipziger Straße 112, Architekten: Ludwig Eisenlohr und Carl Weigle
- ehemaliges Geschäftshaus Leipziger Straße 114
- ehemaliger Erweiterungsbau des Ministeriums der öffentlichen Arbeiten von 1894 (Leipziger Straße 125), Architekt: Paul Kieschke. Das früher von der Reichsbahn genutzte Gebäude besitzt ein Treppenhaus mit historischem Lastenaufzug für Bücher. In der ersten Etage war eine zweigeschossige begehbare Galerie-Bibliothek. Auf den Brüstungen der Fenster des dritten Obergeschosses befinden sich die Wappen der zwölf Provinzen Preußens, das Gebäude steht unter Denkmalschutz
- Herpich-Haus, 1929 errichtet, siebengeschossig, Architektur querbetont[6]
- Komplex Leipziger Straße
- Spitteleck, Architekt: Eckart Schmidt

## Bewohner der Leipziger Straße
- Christian Möllinger, wohnte ab 1799 in der Hausnummer 86 und spätestens 1820 in der Hausnummer 87.
- Karl August von Hardenberg, wohnte von 1804 bis zu seinem Tode gegenüber dem Dönhoffplatz. Sein Wohnhaus diente bis zur Fertigstellung eines neuen Verwaltungsbaues als Sitzungsgebäude des Preußischen Abgeordnetenhauses.[1]
- Die Familie Abraham Mendelssohn Bartholdy, wohnte ab 1825 in der Leipziger Straße 3. Das Haus wurde zum Mittelpunkt des kulturellen und musikalischen Lebens der Stadt.